# ヒメハマシギ
ヒメハマシギ（姫浜鷸、学名：Calidris mauri）は、チドリ目シギ科に分類される鳥類の一種である。

## 分布
繁殖地はアラスカ北西部とシベリア北東部のチュコト半島で、冬季は北アメリカ大陸南部や南アメリカ大陸北部に渡り越冬する。
日本では、本州で数回記録があるだけの迷鳥である。主に秋に記録されているが、越冬記録もある。

## 形態
全長約16cm。ハマシギに似るが一回り小さい。冬羽では上面は灰褐色、肩羽は茶褐色、下面は白色。夏羽では頭の上や背が赤褐色で、黒斑がある。野外での観察は困難だが、趾の間に小さなひれ蹼（みずかき）がある。雌雄同色である。

## 生態
越冬地では干潟や埋立地、砂浜などに生息する。本来は群れで生活するが、日本では1羽が他のシギ類の群れに混じって飛来することがほとんどである。
食性は動物食。干潟などを歩き回って、貝類や甲殻類を採食する。
鳴き声は、「チィーッ　チィーッ」「キュッ」など。ハマシギより高い声である。